# Пеган
Пеган — деревня в Макушинском муниципальном округе Курганской области. Входит в состав Куреинского сельсовета.

## История
До 1917 года в составе Куреинской волости Курганского уезда Тобольской губернии. По данным на 1926 год состояла из 168 хозяйств. В административном отношении входила в состав Куреинского сельсовета Лопатинского района Курганского округа Уральской области.

## Население
| 1989 | 2002 | 2010 |
| ---- | ---- | ---- |
| 109  | ↗110 | ↘81  |

По данным переписи 1926 года на деревне проживало 859 человек (431 мужчина и 428 женщин), в том числе: русские составляли 100 % населения.